# Loxoconcha heronislandensis
Loxoconcha heronislandensis is een mosselkreeftjessoort uit de familie van de Loxoconchidae. De wetenschappelijke naam van de soort is voor het eerst geldig gepubliceerd in 1981 door Hartmann.